# Pesa Atribo
Pesa Atribo (typ 219M) – normalnotorowe, trójczłonowe, niskopodłogowe i jednoprzestrzenne spalinowe zespoły trakcyjne (SZT) produkowane w latach 2007–2021 przez zakłady Pesa Bydgoszcz. Są one wersją rozwojową zespołu trakcyjnego Pesa 218Mc (SA133). Wyprodukowano łącznie 118 egzemplarzy dla polskich i włoskich przewoźników.

## Historia

### Geneza
W latach 2006–2007 w Pesie, w oparciu o doświadczenia z produkcji i eksploatacji dwuczłonowych spalinowych zespołów trakcyjnych typu 218M, zaprojektowano kolejny SZT – typu 219M Atribo. Kierownikiem zespołu projektowego był Bartosz Piotrowski. Za koncepcję bryły i ergonomię kokpitu odpowiedzialny był Jakub Gołębiewski z pracowni Marad Design, zaś projekt konstrukcyjny wykonał zespół projektowy Pesy pod kierownictwem Arkadiusza Sobkowiaka.
Produkcja Atribo ruszyła w sierpniu 2007. W maju 2008 rozpoczęły się jazdy testowe na terenie fabryki, a w dniach od 15 do 17 czerwca odbyły się próby na torze doświadczalnym w Żmigrodzie. Prototyp dostarczono do Bari we Włoszech pod koniec czerwca. Projektowanie, produkcja i testy były kontrolowane przez pierwszego odbiorcę tych pojazdów – Ferrovie del Sud Est.
Kolejną generacją SZT produkowanych w Pesa Bydgoszcz jest rodzina Link.

### Zamówienia

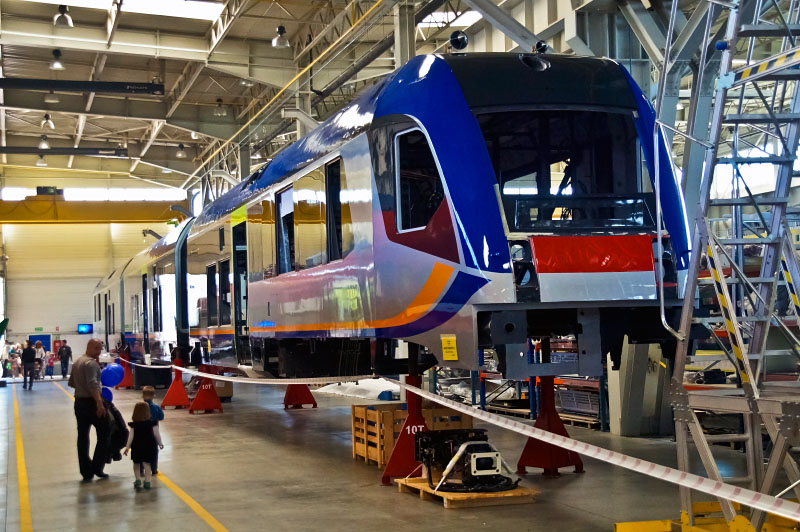
Atribo w produkcji

- 12 czerwca 2006 – podpisanie umowy na dostawę 13 sztuk dla Ferrovie del Sud Est[9],
- 26 lutego 2007 – podpisanie umowy na dostawę 10 sztuk dla Ferrovie del Sud Est[2],
- 17 lutego 2009 – podpisanie umowy na dostawę 2 sztuk dla Ferrovie Nord Milano[10],
- 19 maja 2009 – podpisanie umowy na dostawę 8 sztuk dla Ferrovie Emilia Romagna[11],
- 29 stycznia 2010 – podpisanie umowy na dostawę 10 sztuk dla UM Województwa Zachodniopomorskiego[3],
- marzec 2010 – podpisanie umowy na dostawę 4 sztuk dla Ferrovie del Sud Est[12],
- wrzesień 2010 – podpisanie umowy na dostawę 2 sztuk dla UM Województwa Zachodniopomorskiego[3],
- 2009 lub 2010 – podpisanie umowy na dostawę 4 sztuk dla Ferrovie Emilia Romagna[13],
- 12 grudnia 2013 – podpisanie umowy na dostawę 40 sztuk dla Trenitalii[14], zamówienie zostało później rozszerzone o łącznie 18 dodatkowych egzemplarzy[15][16],
- 2 września 2014 – podpisanie umowy na dostawę 7 sztuk dla UM Województwa Pomorskiego[17].

### Prezentacje promocyjne

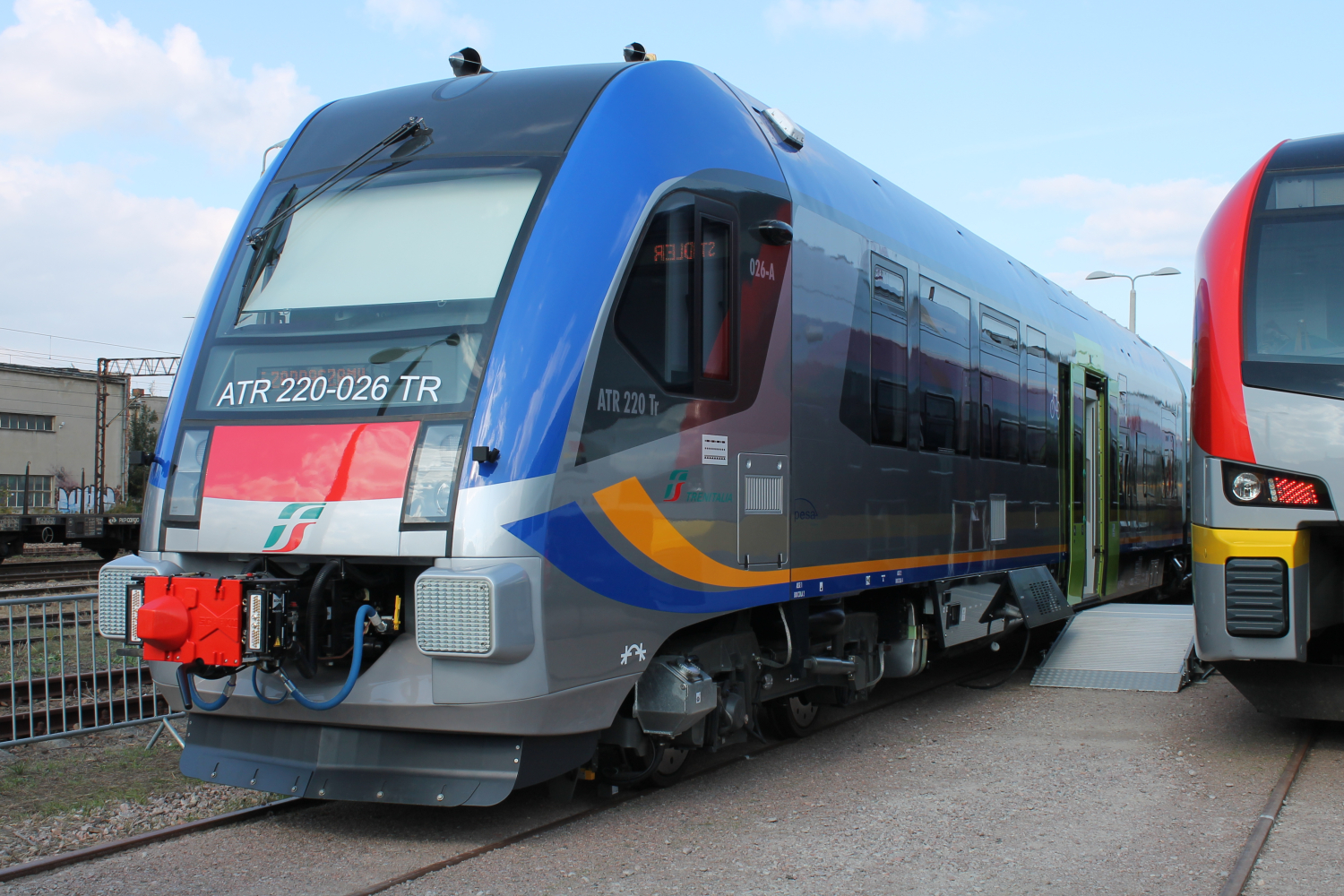
ATR220-026Tr na Trako 2015

Producent wykorzystywał pojazdy wyprodukowane na włoskie zamówienia do celów promocyjnych. W dniach 23–26 września 2008 jednostka ATR220-006 była prezentowana przez Pesę na targach InnoTrans w Berlinie. 13 listopada 2008 ten sam zespół trakcyjny, przeznaczony dla Ferrovie del Sud Est, obsługiwał połączenia na reaktywowanej niewiele wcześniej trasie Bydgoszcz Główna – Chełmża. 18 listopada 2010 w województwie łódzkim odbył się przejazd pokazowy SA136-009 na trasie Łódź Kaliska – Sieradz – Łódź Kaliska w ramach promocji projektu Łódzkiej Kolei Aglomeracyjnej. W dniach 19–20 marca 2009 jeden z ATR220 był prezentowany słoweńskim kolejom państwowym w Lublanie. 23 czerwca 2009 w miejscowości Česká Třebová odbyła się prezentacja 219M dla České dráhy. Od 14 do 16 października 2009 Atribo wyprodukowane dla Ferrovie Emilia Romagna i oznaczone jako ATR220-029 było prezentowane przez producenta na targach Trako. Od 22 do 25 września 2015 natomiast, również na targach Trako, prezentowano ATR220-026Tr.

## Konstrukcja

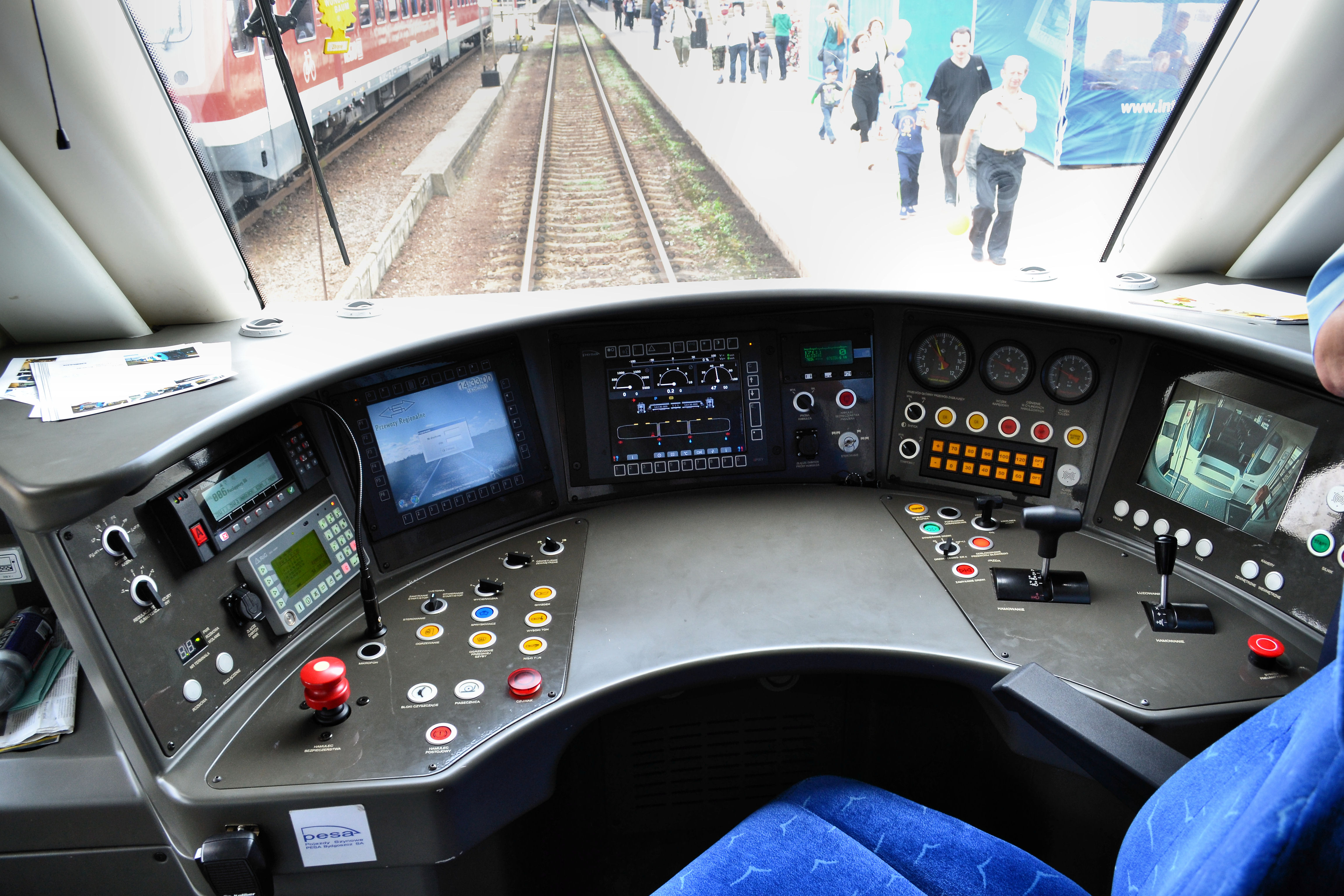
Stanowisko maszynisty

Atribo to jednoprzestrzenny trójczłonowy, częściowo niskopodłogowy (wysokość wejścia 600 mm nad poziomem główki szyny) skład przeznaczony do obsługi regionalnych przewozów pasażerskich na liniach niezelektryfikowanych.
Wszystkie człony posiadają po jednej parze drzwi o prześwicie 1300 mm. Ze względu na sposób połączenia członów ze sobą, nie jest możliwe skracanie i wydłużanie pojazdu w warunkach eksploatacyjnych, jednakże istnieje możliwość łączenia do 3 pojazdów tego samego typu w trakcję wielokrotną, także z linkami typu 223M.

### Wnętrze

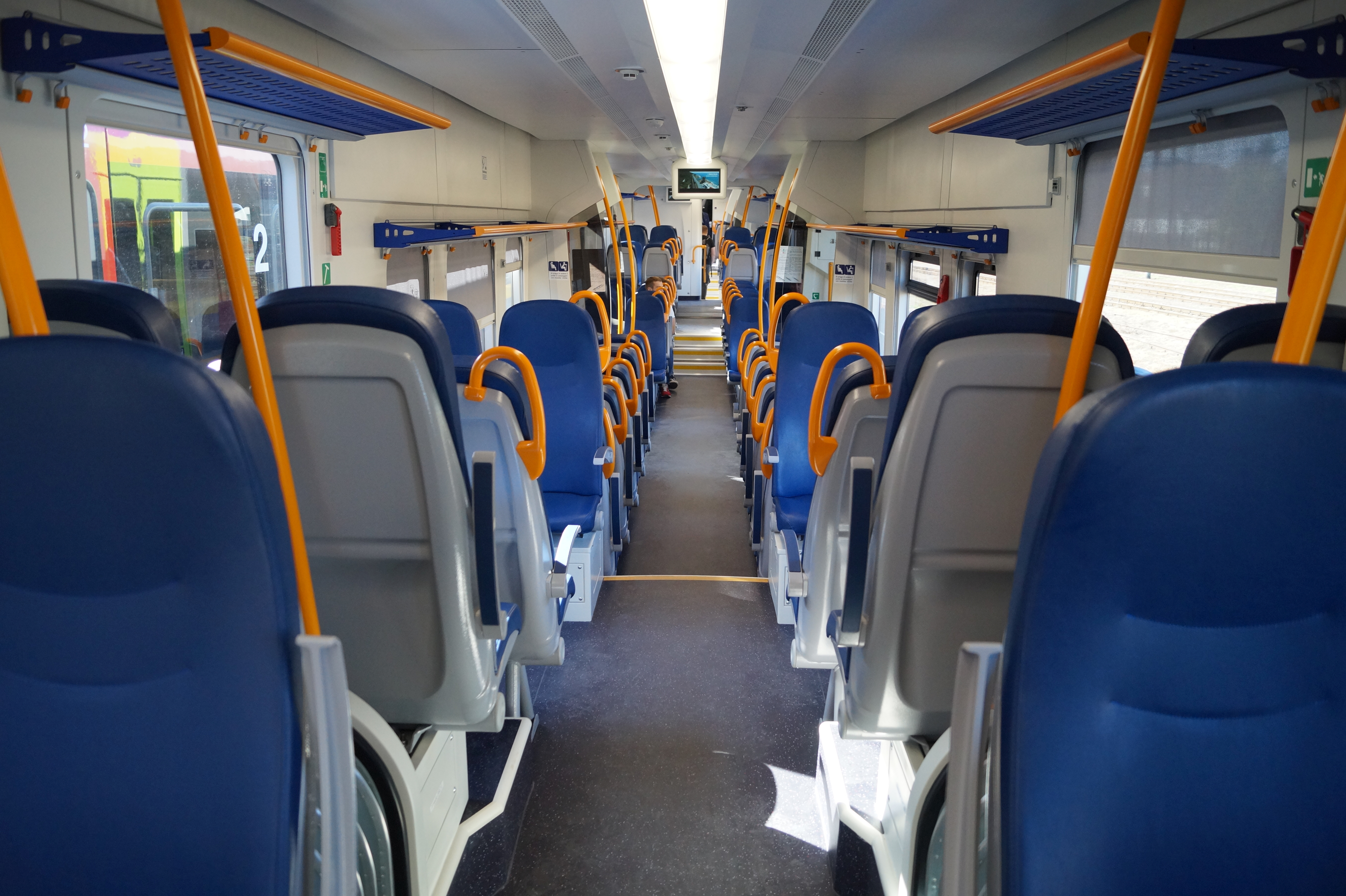
Wnętrze wersji dla Trenitalii

Wnętrze jest klimatyzowane, monitorowane oraz wyposażone w system wykrywania pożarów. Jedna z dwóch kabin WC jest przystosowana dla osób niepełnosprawnych, w pojeździe znajduje się specjalna przestrzeń dla takich osób oraz rampa manualna. Podłoga w części niskopodłogowej znajduje się na wysokości 600 mm nad poziomem główki szyny, a w wysokopodłogowej 1200 lub 1295 mm (nad wózkami i zespołami napędowymi) i 900 mm (w przejściu międzywagonowym).
W wersji włoskiej znajduje się 21 siedzeń w 1. klasie (w układzie 2+1) oraz 129 stałych i 4 rozkładane siedzenia w 2. klasie. W polskiej wersji jest jedynie 2. klasa mająca 150 stałych siedzeń i 7 uchylnych. Atribo wyposażono w wizualno-akustyczny system informacji pasażerskiej.

### Napęd

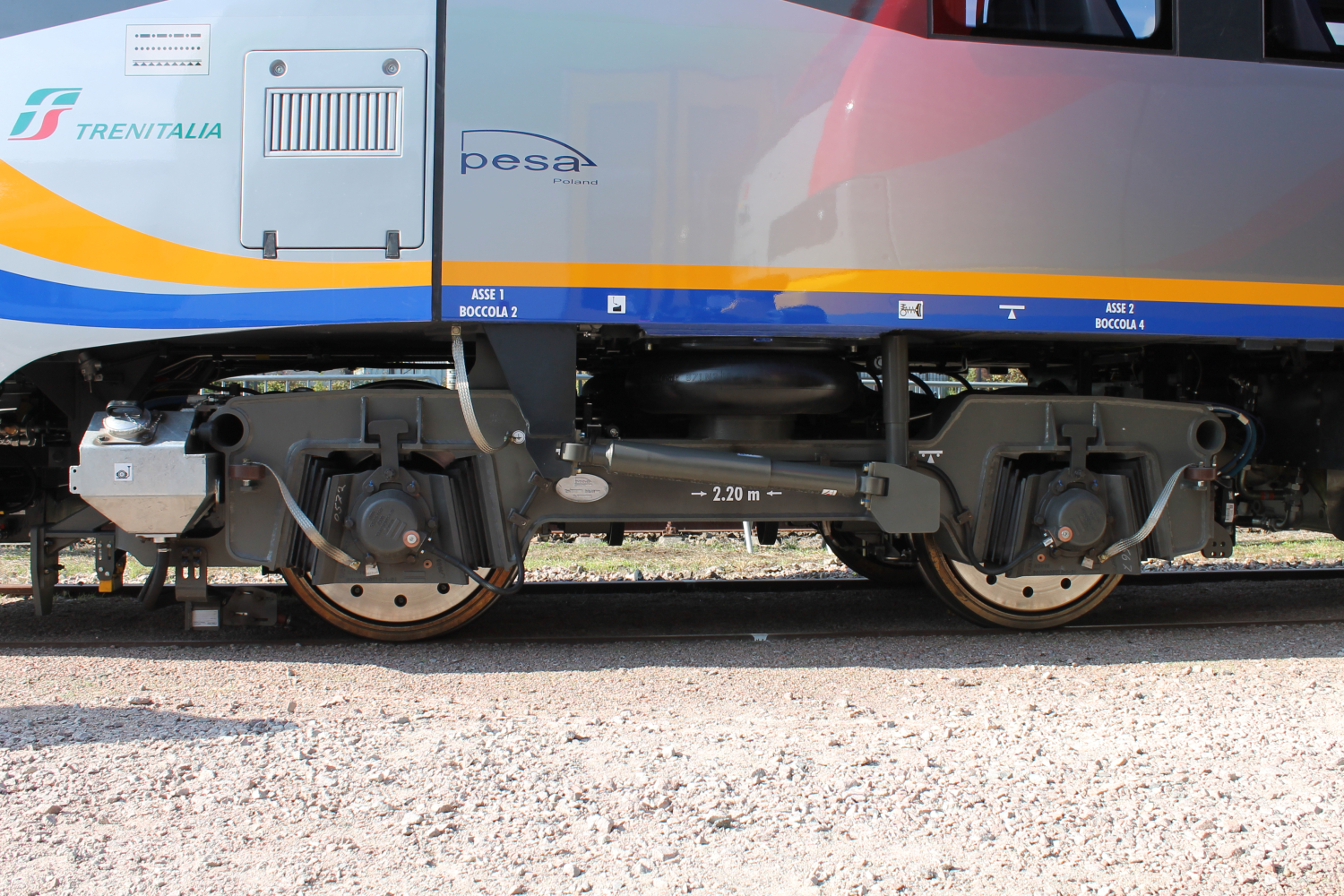
Wózek napędny typu 24MN

Pojazdy zbudowano w układzie członów: silnikowy-doczepny-silnikowy, pierwszy i ostatni wózek to dwuosiowe wózki napędne typu 24MN lub 24MNb, a dwa środkowe wózki to wózki toczne w systemie Jakobsa typu 37ANk lub 37ANb. Producentem wszystkich wózków jest Pesa. Każdy pojazd posiada 2 silniki MAN D2876LUE623 o mocy 382 kW sprzężone z przekładnią Voith.
Atribo dla Trenitali zostały wyposażone układy napędowe Voith/MAN dostosowane do nowej normy emisji spalin Stage IIIB. Wśród innych różnic z wcześniejszymi atribo producent podaje, że zastosował własny system sterowania i lokalizacji pojazdu oraz zmniejszone zostały założone koszty eksploatacji.

### Bezpieczeństwo
Jednostka posiada system zabezpieczeń łagodzących skutki ewentualnego zderzenia czołowego. Przy prędkości do 5 km/h energia jest przejmowana sprężyście przez absorber hydrauliczny znajdujący się przy mocowaniu sprzęgu do karoserii. Kolejne absorbery, znajdujące się po bokach sprzęgu, są w stanie przyjąć całą energię zderzenia z prędkością 15 km/h, chroniąc pudło pojazdu przed uszkodzeniem. Przy wyższych prędkościach deformacji ulega strefa zgniotu karoserii, mająca zapewnić bezpieczeństwo przestrzeni pasażerskiej do prędkości 30 km/h. Zamontowane po bokach czoła pochłaniacze energii są zaprojektowane przez Pesę i zostały już wcześniej (2006) zastosowane w elektrycznym Acatusie.
Nie ma informacji na temat zastosowania wyżej opisanych systemów bezpieczeństwa w jednostkach dla województwa pomorskiego.
Pojazdy wyposażone są w system kontroli i diagnostyki pojazdu.

## Eksploatacja
| Państwo        | Właściciel                          | Przewoźnik                          | Seria          | Liczba |
| -------------- | ----------------------------------- | ----------------------------------- | -------------- | ------ |
| Polska         | Województwo zachodniopomorskie      | Polregio                            | SA136          | 9      |
| Polska         | Województwo pomorskie               | Polregio                            | SA136          | 7      |
| Polska         | Polregio                            | Polregio                            | SA136          | 3      |
| Polska         | Koleje Wielkopolskie                | Koleje Wielkopolskie                |                | 0 z 2  |
| Włochy         | Ferrovie del Sud Est                | Ferrovie del Sud Est                | ATR220         | 27     |
| Włochy         | Trasporto Passeggeri Emilia-Romagna | Trasporto Passeggeri Emilia-Romagna | ATR220         | 12     |
| Włochy         | Trenitalia                          | Trenitalia                          | ATR220Tr       | 58     |
| Łączna liczba: | Łączna liczba:                      | Łączna liczba:                      | Łączna liczba: | 118    |

Stosowane we Włoszech oznaczenie ATR to akronim pochodzący od określenia AutoTreno Rapido (szybki pociąg samobieżny).

### Województwo zachodniopomorskie

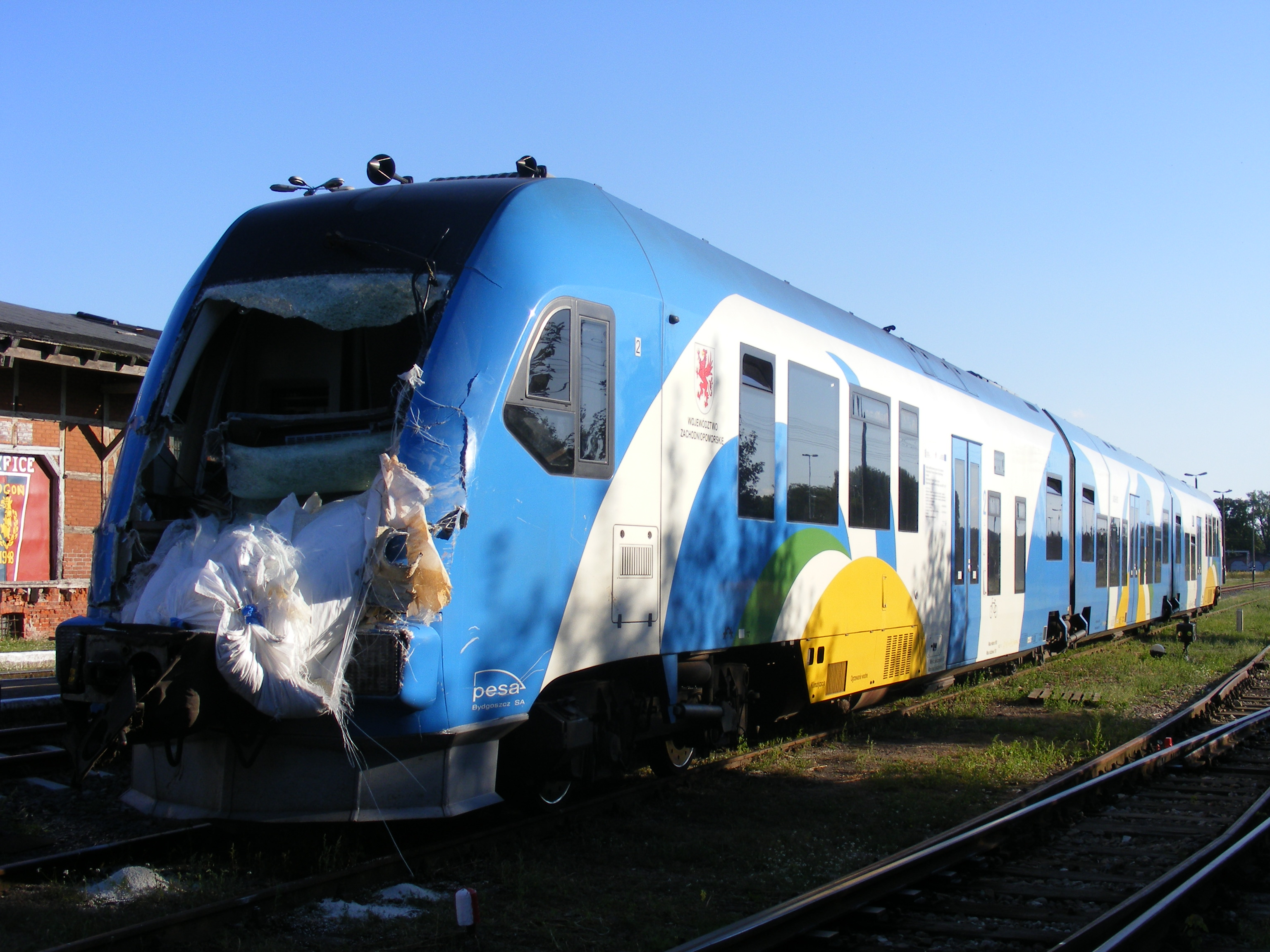
Pojazd uszkodzony w wypadku w pobliżu Gryfic

29 stycznia 2010 podpisano umowę z województwem zachodniopomorskim za zakup 10 atribo z opcją rozszerzenia o kolejne 2 egzemplarze, z której to opcji skorzystano we wrześniu 2010. Pierwsze dwa egzemplarze dostarczono 25 czerwca, a 27 czerwca rozpoczęto ich eksploatację w Zachodniopomorskim Zakładzie Przewozów Regionalnych. Kolejne egzemplarze dostarczano po 1 lub 2 miesięcznie aż do 28 stycznia 2011. Podobnie jak włoskie jednostki, SA136 dostały swój, choć nieoficjalny, przydomek. Ze względu na malaturę nazywane są smerfami.
Pojazdy przydzielono do Bazy Taboru PR w Kołobrzegu. Pociągi przydzielono przede wszystkim do obsługi relacji Szczecin – Kołobrzeg (Koszalin) oraz Szczecin – Szczecinek. Pojazdy sporadycznie przydzielano do obsługi relacji Koszalin – Mielno Koszalińskie, obsługiwanej głównie przez SA103 oraz Sławno – Darłowo obsługiwanej głównie przez SA109 i SA110. W przypadku awarii zachodniopomorskich EN57 atribo zastępują je na zelektryfikowanych trasach takich jak: Szczecin – Białogard, Szczecin – Gryfino czy Szczecin – Kamień Pomorski.
Atribo zastąpiły wysłużone niemieckie pojazdy SA110, których eksploatację ostatecznie zakończono w kwietniu 2012.
Od 29 sierpnia 2012 atribo są kierowane również do obsługi linii Szczecin – Piła, a od czerwca 2013 również do portu lotniczego Szczecin-Goleniów (po drodze ze Szczecina do Kołobrzegu).
31 lipca 2013 na pokładzie jednego z pojazdów Urząd Marszałkowski podpisał roczną umowę z Przewozami Regionalnymi na świadczenie usług przewozowych.
27 sierpnia 2014 dwa zachodniopomorskie pojazdy serii SA136 zostały uszkodzone w wypadkach. Do pierwszego z nich doszło na przejeździe kolejowo-drogowym bez zapór w pobliżu Gryfic, gdzie pociąg uderzył w przejeżdżający ciągnik rolniczy z przyczepą. Do drugiego wypadku doszło na przejeździe w Żabowie, gdzie atribo nie zdążył wyhamować przed elementem turbiny wiatrowej, który spadł na tory z przewożącej go ciężarówki.
W 2016 roku wózki zastosowane w pojazdach serii SA136 zostały objęty dokładniejszymi kontrolami, ze względu na pojawienie się pęknięć ram wózków w dwuczłonowych 218M, w których zastosowano te same wózki.
W grudniu 2022 zakończono dostawy jednostek elektryczno-spalinowych EN63H, co spowodowało, że wraz ze zbliżającymi się przeglądami P3-2, w marcu 2023 roku urząd marszałkowski zdecydował się na wystawienie na sprzedaż 3 jednostek SA136. W 2 pierwszych postępowaniach nie było chętnych na ich zakup, natomiast podczas 3. próby obniżono cenę i na zakup zdecydowało się Polregio.

### Województwo pomorskie

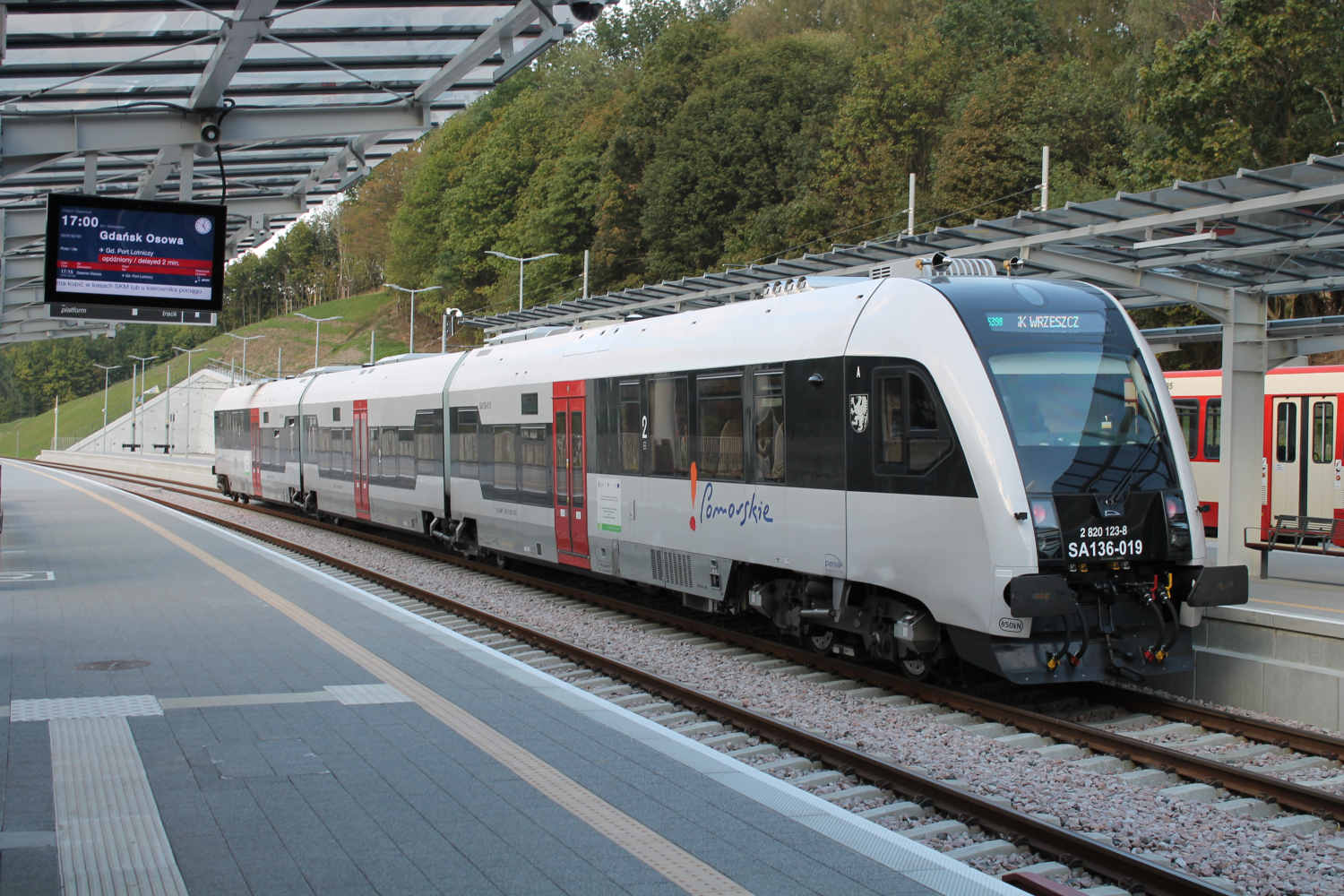
SA136-019 na przystanku Gdańsk Brętowo

2 września pomorski samorząd podpisał z Pesą umowę na dostawę 7 sztuk SZT typu 219M oraz 3 sztuk 2-członowych SZT typu 218Mc do obsługi Pomorskiej Kolei Metropolitalnej. Dostawy miały rozpocząć się w grudniu 2014 a zakończyć w maju 2015. Na mocy podpisanych aneksów przesunięto czas dostaw na okres od 20 kwietnia do 31 sierpnia 2015. W zamian za opóźnienie realizacji kontraktu producent doposażył jednostki w superkondensatory i wysuwane stopnie zewnętrzne. W kwietniu 2015 pierwszy pojazd był gotowy i posiadał homologację. Na początku czerwca Pesa dostarczyła 3 pojazdy: 2 z nich zostały użyczone Przewozom Regionalnym skierowane do obsługi linii Gdynia – Hel, a jeden z nich testów na trasie PKM (później również go tymczasowo przekazano Przewozom Regionalnym), gdzie 12 czerwca odbyła się jego uroczysta prezentacja. W późniejszym czasie pojazdy użytkowane przez PR skierowano również na trasę Gdynia/Tczew – Chojnice. Na początku sierpnia ponownie jeden z pojazdów SA136 skierowano do testów na linii PKM.
1 września 2015 składy rozpoczęły regularną obsługę PKM, której operatorem została spółka PKP Szybka Kolej Miejska w Trójmieście. 11 grudnia 2022 obsługę PKM przejęła spółka Polregio i to jej przekazano wszystkie pojazdy serii SA136.

### Koleje Wielkopolskie
21 stycznia 2025 roku Koleje Wielkopolskie podpisały umowę z konsorcjum firm Modertrans i Public Transport Service na zakup dwóch używanych SA136, z rocznym termin dostawy. Na potrzeby zamówienia konsorcjum Modertransu i PTS wcześniej zakupiło 2 używane jednostki używane wcześniej we Włoszech. W maju 2025 przewoźnik poinformował, że zakończyła się polonizacja i doposażenie pierwszej jednostki.

### Polregio
W listopadzie 2023 roku Polregio zakupiło od województwa zachodniopomorskiego 3 jednostki. W momencie zakupu planowano aby skierować je do kursowanie w województwie lubuskim, tak się jednak nie stało i w sierpniu  2024 pierwsza jednostka w barwach Polregio została przydzielona do Pomorskiego Zakładu spółki, gdzie we wrześniu rozpoczęła obsługę Pomorskiej Kolei Metropolitalnej.

### Ferrovie del Sud Est

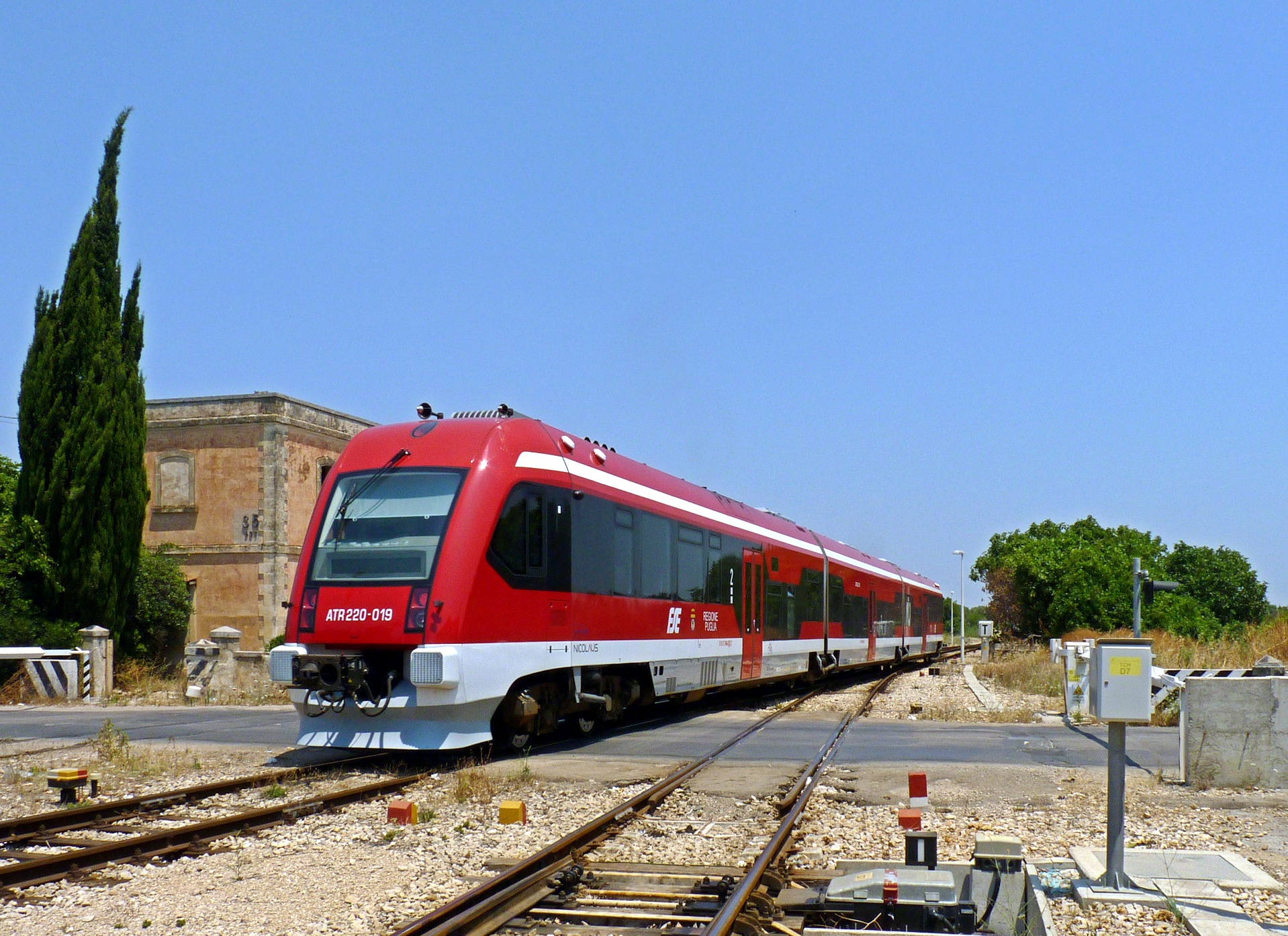
ATR220-019

Kontrakt z Ferrovie del Sud Est na dostarczenie 13 pojazdów 219M podpisano 12 czerwca 2006. W 26 lutego 2007 FSE, korzystając z opcji zawartych w podpisanej umowie, poszerzyło zamówienie do 23 sztuk. Dostawy rozpoczęto 15 lipca 2008. Używano wtedy nazwy handlowej Nicolaus, nawiązując do imienia patrona prowincji Bari, Mikołaja. Pojazdy przeznaczono do obsługi połączeń w regionie Apulia.
Podczas transportu do Włoch, pojazdy samodzielnie docierały do stacji Wałbrzych Główny, skąd dalej były przeciągane lokomotywami wyposażonymi w sprzęg UIC.
W marcu 2010 podpisano nowe zamówienie na kolejne 4 sztuki.
22 lipca 2022 na linii kolejowej między Martina Franca, a Crispiano doszło do pożaru jednostki ATR220-006.

### Ferrovie Nord Milano

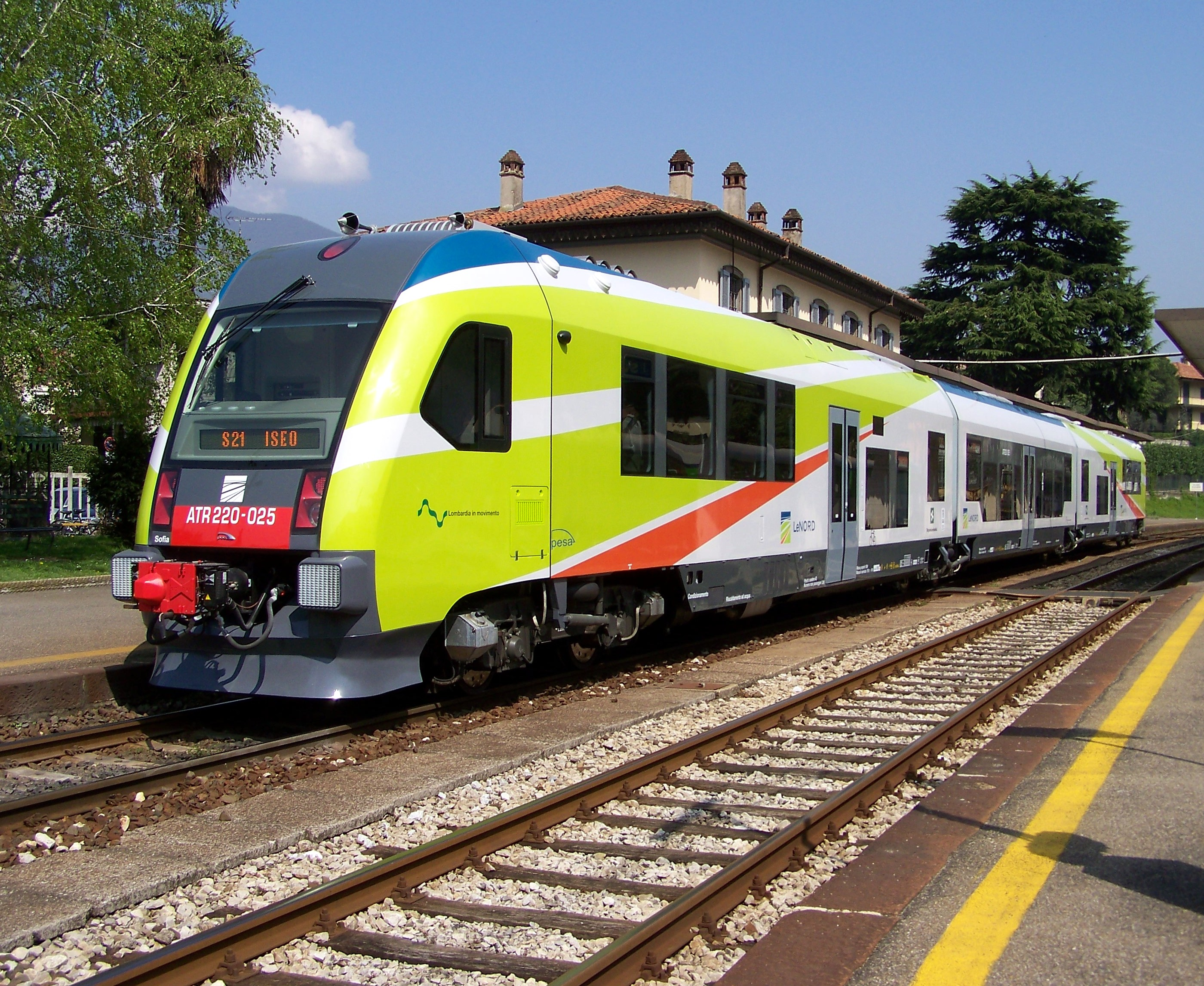
ATR220-025

17 lutego 2009 Pesa podpisała umowę na dostawę dwóch 219M dla Ferrovie Nord Milano. Oba zespoły (ATR220 Luca, ATR220 Sofia) uroczyście przekazano przewoźnikowi 9 kwietnia 2009 w Brescii. Pojazdy przeznaczono do obsługi trasy Brescia – Iseo – Edolo. Pociągi te stosunkowo często ulegały awariom wykluczającym je z ruchu, co prawdopodobnie były spowodowane dużym nachyleniem linii, po których kursowały. Spowodowało to zaprzestanie ich eksploatacji w 2015 roku (miały wówczas przejechane odpowiednio 510 tys. km i 447 tys. km) oraz formalnie wycofanie z ruchu w 2020 roku. Dodatkowo w międzyczasie Krajowa Agencja Bezpieczeństwa Kolejowego ogłosiła alarm bezpieczeństwa „dotyczący problemów związanych z pęknięciem ramy wózka”. 
Obie jednostki zostały we wrześniu 2023 zakupione przez polskie konsorcjum spółek Modertrans Poznań i Public Transport Service. Z końcem stycznia 2024 polskie konsorcjum odebrało składy, a 11 marca rozpoczął się ich transport do Polski. Po przejeździe do Polski zostały poddane polonizacji, w wyniku czego w październiku rozpoczęto jazdy testowe na polskiej sieci kolejowej. W grudniu zostały zaoferowane w postępowaniu Kolei Wielkopolskich na zakup 2 używanych SZT.

### Ferrovie Emilia Romagna / Trasporto Passeggeri Emilia-Romagna

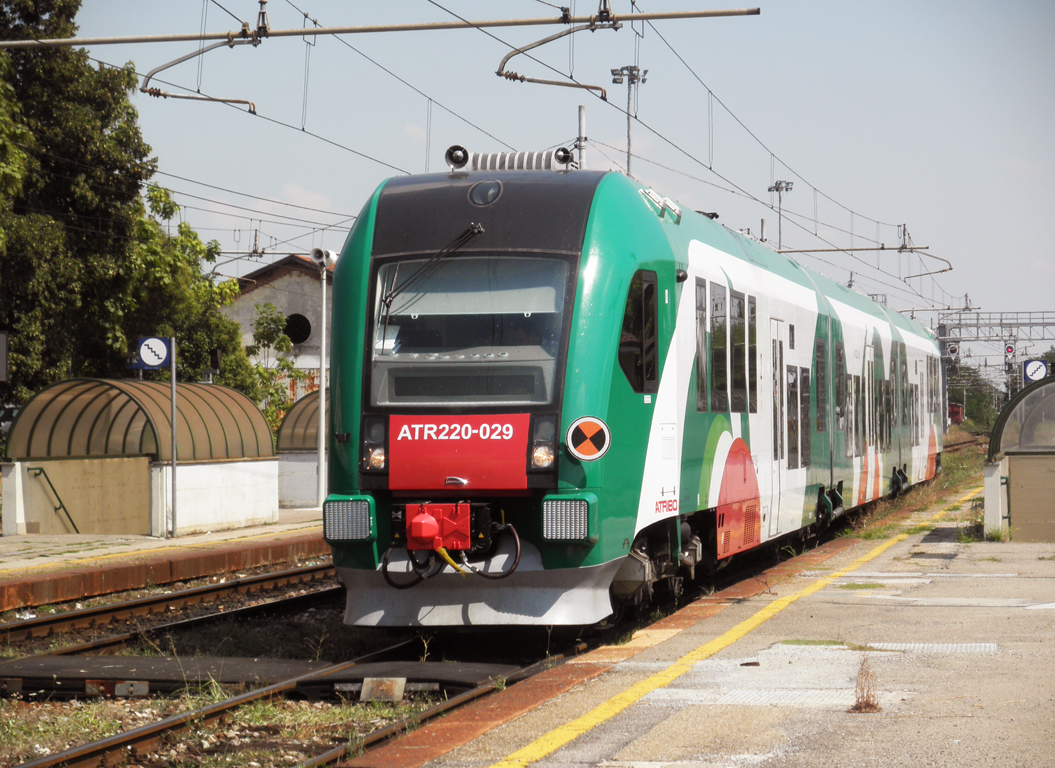
ATR220-029

19 maja 2009 podpisano kontrakt z Ferrovie Emilia Romagna na dostarczenie 8 sztuk zespołów typu 219M do obsługi linii Bolonia – Portomaggiore i Casalecchio – Vignola. Pierwsze trzy sztuki dostarczono 25 czerwca 2009. Później podpisano umowę na dostawę 4 dalszych egzemplarzy.
1 lutego 2012 Ferrovie Emilia Romagna połączyło się z Azienda Trasporti Consorziali w wyniku czego powstało Trasporto Passeggeri Emilia-Romagna.

### Trenitalia

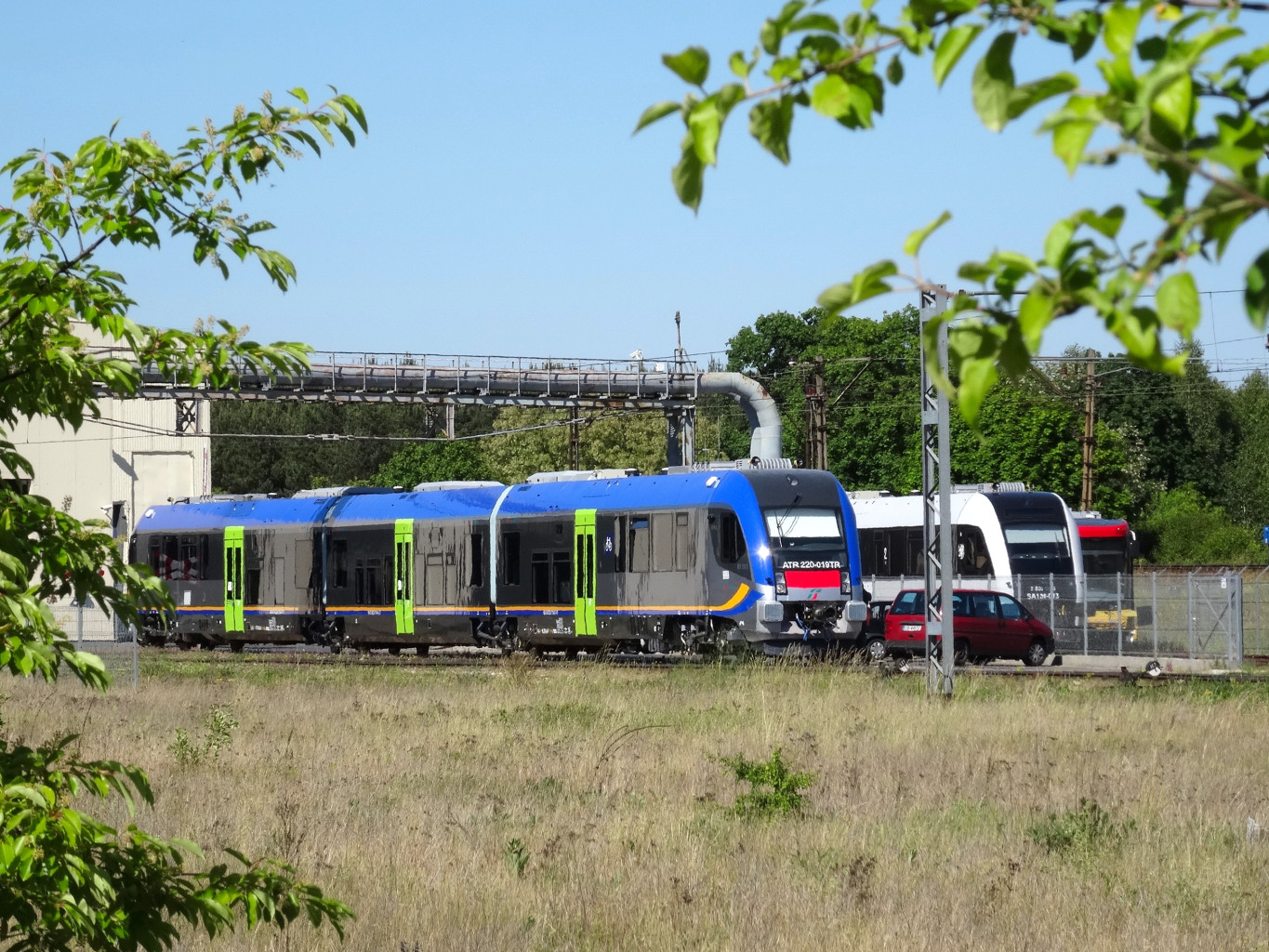
ATR220-019TR

12 grudnia 2013 roku Pesa podpisała w Rzymie umowę z przewoźnikiem Trenitalia na dostawę 40 Atribo z opcją dokupienia kolejnych 20. Pod koniec lipca 2014 roku pierwszy pojazd był testowany na torze doświadczalnym Instytutu Kolejnictwa w pobliżu Żmigrodu, a 20 sierpnia dostarczono go do Pizy i przeznaczono do testów niezbędnych do dopuszczenia tych pojazdów do poruszania się po włoskiej sieci kolejowej. Po zakończeniu testów i otrzymaniu oznaczenia UIC prototyp 3 grudnia został przetransportowany z Pizy do Rzymu. 4 grudnia 2014 odbyła się oficjalna prezentacja tej jednostki na głównym dworcu stolicy Włoch Roma Termini. 6 grudnia do Pizy dotarł transport z dwoma kolejnymi atribo. Łącznie w pierwszym półroczu 2015 roku dostarczono 8 atribo do Toskanii, a kolejne 2 jednostki w lipcu. 13 lutego 2015 odbyła się kolejna oficjalna prezentacja – tym razem we Florencji. Pojazdy zostały nazwane przez przewoźnika Swing. 16 marca pierwszy z pojazdów otrzymał dopuszczenie do ruchu na włoskiej sieci kolejowej, a 20 marca rozpoczął kursy z pasażerami.
Atribo dostarczane były do Włoch przez Przedsiębiorstwo Spedycyjne Trade Trans z Grupy PKP Cargo. Jednostki zostały zakupione celem zastąpienia starszych pojazdów spalinowych serii ALN 668 i 663 i obsługi rejonów Toskanii, Abruzji, Kampanii, Kalabrii i Marche.
W październiku 2015 ze względu na problemy z system ETCS pojazdy zostały wycofane z linii Lukka – Aulla w Toskanii i zastąpione przez składy wagonowe. Na początku listopada problemy zostały rozwiązane poprzez wymianę wadliwego podzespołu.
22 lutego 2016 w Conegliano odbyła się prezentacja atribo przeznaczonego dla regionu Wenecja Euganejska. W 2016 roku zakończono dostawy 40 jednostek zamówionych w ramach zamówienia podstawowego. Pod koniec 2016 roku trwała produkcja dodatkowych 4 egzemplarzy, który zostały zamówione w ramach opcji z podstawowego zamówienia.
27 lipca 2018 zamówienie rozszerzono o kolejnych 14 egzemplarzy (w tym 10 do wykorzystania na Sardynii). 5 lutego 2020 do Włoch wyjechało 45. atribo dla Trenitalii. Na początku października cztery pojazdy były dostarczone na Sardynię, a dostawy, łącznie 10 pojazdów, zakończono w grudniu. W marcu 2021 ukończono dostawy pojazdów zamówionych w 2018 roku.